# Arménská revoluční federace
Arménská revoluční federace (arménsky Հայ Հեղափոխական Դաշնակցություն, Haj Heghaphochakan Dašnakcuthjun), zkratkou ARF (arménsky ՀՀԴ, HHD) nebo Dašnakcuthjun (odtud označení členů – „dašnaci“), je arménská politická strana vzniklá roku 1890 v Tbilisi (dnes hlavní město Gruzie). Mimo Arménskou republiku působí v zemích, kde existují arménské diaspory, především tedy v Libanonu a Náhorněkarabašské republice.
Strana zahájila činnost v devadesátých letech devatenáctého století v Osmanské říši, kdy pomocí ozbrojeného odporu chránila arménské vesnice před častými masakry. Požadovala vytvoření svobodné Arménie. V roce 1917 se podílela na založení Demokratické republiky Arménie, která nicméně v roce 1920 spadla pod vliv Rudé armády, čímž vznikla Zakavkazská sovětská federativní socialistická republika. Členové strany získali po masové emigraci silné zastoupení v diasporách, kde se pokoušeli uchovat arménskou kulturu. Po pádu Sovětského svazu se podařilo ARF opět nabýt významného postavení na domácí politické scéně.
ARF zastává socialistické (zároveň i antikomunistické) a nacionalistické názory, je členem Socialistické internacionály.

## Politická filosofie a cíle
První stranický program nazvaný Obecná teorie obsahoval socialistické party, doporučoval ozbrojený odpor proti osmanskému režimu.
V následujícím století byl základní program přeformulován v duchu pojetí moderního socialismu, demokracie a práva na sebeurčení.
Programové priority jsou:
- Vytvoření Jednotné Arménie. Ta podle ARF zahrnuje kromě hranic Arménie dle Sèvreské smlouvy i Nachičevan (dnes součást Ázerbájdžánu), Džavachkh (dnes Gruzie) a Arcach (Náhorní Karabach)
- Mezinárodní odsouzení arménské genocidy
- Posílení arménské státnosti, institucionalizace demokracie a právního státu, zabezpečení hospodářského blahobytu, vytvoření sociální spravedlnosti a demokratické, socialistické a nezávislé republiky

Mezinárodní spolupráci se socialistickým hnutím navázala strana Dašnakcutjun roku 1907, nicméně v roce 1960 se rozhodla vystoupit ze Socialistické internacionály. V roce 1996 byla znovu přijata jako pozorovatel, v roce 1999 se stala opět plnoprávným členem.
Motto strany zní: "Svoboda nebo smrt".

## Historie
V roce 1890 se některé z nich sjednotily, aby tím zvětšily svůj vliv. Tak vznikla Federace arménských revolucionářů, později přejmenovaná na Arménskou revoluční federaci. Mezi zakladateli figurovali: Christapor Mikaeljan, Simon Zavarjan a Stepan Zorjean. Strana po určité období úzce spolupracovala s Arménskou hentčakistickou sociální demokracií, ta nicméně po čase s ARF přestala kooperovat kvůli programovým neshodám (ARF byla spíše nacionalistickou než marxistickou stranou). Na prvním hlavním sjezdu strany v roce 1892 byla přijata rezoluce, podle níž se měly pobočky strany řídit danou místní politickou realitou. Dále se ARF přihlásila k budování demokratické společnosti, založené na svobodě shromažďování, svobodě tisku, svobodě vyznání a provedení agrární reformy.

### Ruské impérium
Na území Ruské říše se podařilo ARF vybudovat si silnou základnu mezi ruskými Armény, především proto, že se strana těšila podpoře centrální vlády (protiosmanská politika strany byla v souladu s ruskou zahraniční politikou). Nicméně poté, co byl roku 1903 vydán carský dekret zahrnující všechny arménské kostely pod své vlastnictví, ARF přešla do opozice proti carskému režimu. V období let 1905 až 1907 proběhla vlna násilných masakrů mezi Armény a muslimskými Tatary (ty měla údajně podnítit ruská vláda s cílem utužit své pravomoci po revoluční vřavě roku 1905). ARF se aktivně zapojila do bojů, přičemž její role v konfliktu je sporná: pohlíží se na ní jako na hrdinného obránce šikanovaného obyvatelstva, ale i jako na teroristy, kteří vyhlazovali celé muslimské vesnice. Na začátku roku 1912 bylo souzeno 159 členů strany za jejich politické aktivity, jejich obhájcem byl Alexandr Fjodorovič Kerenskij. Obhajoba byla úspěšná, podařilo se totiž poukázat na nesmyslnost obžaloby a zaujatost policie, 94 členů strany bylo zproštěno obžaloby.

### Osmanská říše
Na území Osmanské říše se postavila ARF do čela ozbrojeného odporu proti útlaku arménské menšiny. Roku 1894 se výrazně podílela na odporu proti oficiálně řízeným čistkám. V roce 1896 vzbudila celoevropský zájem, když přímo v Istanbulu obsadila Osmanskou banku. V roce 1905 provedla nezdařený pokus o atentát na sultána Hamida II. Roku 1907 uznali arménští dašnaci a turečtí „mladoturci“ (členové turecké modernistické Strany jednoty a pokroku), že mají shodné cíle. Následující politická reforma, udílející Arménům více parlamentních křesel revolucionáře neuspokojila. Druhý sjezd sjednocené opozice proběhl v Paříži v roce 1907. Nicméně poté, co byl sultán mladoturky svržen (1908), slibovaná autonomie se nekonala: opět byl pouze mírně navýšen počet arménských mandátů v parlamentu. I nadále tak pokračovaly násilné boje a vzájemná antipatie. ARF se stala hlavním obráncem Arménů během světové války, zároveň tedy i cílem arménské genocidy.

### Írán
V roce 1907 proběhlo setkání vůdců ARF, přezdívané „4. kongres“, na kterém se projednávala možná účast strany na Íránské konstituční revoluci. Následně začali íránští Arméni tlačit směr revoluce k zavedení demokracie a rozšíření občanských práv.
Výrazným činitelem ARF v Íránu se stal Jeprem Chan.

### Demokratická republika Arménie
Po skončení první světové války stala ARF oficiálním zástupcem arménského národa při vyjednáváních. Na základě Brestl-litevské smlouvy připadl Turecku západ Arménie, situace však zašla tak daleko, že vedoucí činitelé arménského státu uvažovali o evakuaci Jerevanu. Následně arménská armáda zaznamenala několik úspěšných bitev: oficiální vyhlášení DRA proběhlo v den bitvy u Sardarapatu. Důležité posty jako premiér, ministr obrany či ministr vnitra připadly členům ARF. Po invazi Rudé armády v roce 1920 byla strana zakázána a její představitelé odešli do exilu.

### V exilu
ARF začala působit mezi arménskými uprchlíky ihned po rozdrcení DRA. Silné zastoupení si vybudovala zejména v Libanonu, v menší míře i v Sýrii. Arménské diaspory následně silně rozdělila Studená válka, kdy byla ARF podezírána (především Spojenými státy) z prosovětské činnosti (to vedlo i k rozdělení arménské církve).

## ARF v různých státech

### Arménie
Po rozpadu Sovětského svazu obnovila ARF politické aktivity na území Arménie. V prosinci roku 1994 však prezident Levon Ter-Petrosjan veřejně vyhlásil zákaz strany pro údajné teroristické plány proti vedení státu. Vládní síly obsadily sídlo strany, zabraly počítače, faxy a tiskoviny, pozastavily činnost několika mládežnických, ženských a literárních spolků i stranických novin. Třicet jedna členů strany bylo zatčeno. Lidé blízcí prezidentovi později přiznali, že důvodem k represím byl možný úspěch ARF ve volbách 1995. Poté, co do čela státu nastoupil Robert Kočarjan, byl zákaz strany zrušen. V roce 2007 bylo v Jerevanu otevřeno muzeum mapující historii strany.
V současné době je Arménská revoluční federace třetí nejsilnější stranou v Arménii. Vydává deník Jerkir.

### Libanon
V letech 1923 až 1958 probíhaly boje o ovládnutí arménských diaspor v Libanonu. Před vypuknutím libanonské občanské války (1975-1990) ARF úzce spolupracovala s křesťanskou stranou Katá'ib (Falangou), nicméně během války došlo k ozbrojenému konfliktu mezi ozbrojenci ARF a Libanonskými silami (křesťanská milice). V parlamentních volbách 2000 ARF odmítla na rozdíl od ostatních arménských stran v Libanonu volební spolupráci s koalicí Rafíka Haríra, následně čehož pak získala pouze jeden mandát (nejméně v historii). Po volbách v roce 2005 vlastní nyní dva poslanecké mandáty.
Dašnakcutjun je majoritní politickou silou Arménů v Libanonu. Vydává deník Aztag a provozuje radiovou stanici.

### Náhorněkarabašská republika
V Náhorním Karabachu zřídila ARF svou stranickou pobočku v posledních letech fungování Sovětského svazu. V lednu 1990 vyhrála volby a coby vládní strana zasáhla do bojů o vyhlášení nezávislosti. Spolupracovala s Náhorněkarabašskou obrannou armádou, které poskytla nejen zbraně, potraviny a léky, ale i dobrovolníky. Následujících parlamentních voleb se strana nezúčastnila. V roce 1999 obdržela 9 mandátů, v roce 2005 v koalici s Hnutím 88 pouze 3 mandáty.